# Paradiso di fuoco
Paradiso di fuoco (Heaven's Burning) è un film del 1997 diretto da Craig Lahiff.

## Trama
Midori Takada arriva a Sydney con il suo giovane marito Yukio. La giovane sposa crede che il matrimonio con Yukio sia stato un errore, per questo durante la luna di miele scappa, e va in una banca a ritirare del denaro, ma si ritrova nel mezzo di una rapina.
Colin O'Brien è un esperto pilota che si è fatto coinvolgere nella rapina alla banca da una famiglia turca, ma durante la rapina uno dei ladri viene ucciso, e quindi gli altri rapinatori prendono in ostaggio Midori, decidendo poi di sbarazzarsi della ragazza in una landa desolata fuori Sydney.  Colin interviene allora per difendere la ragazza uccidendo uno dei due fratelli turchi, ed i due si ritroveranno insieme in una fuga insidiosa, dando vita nel contempo un controverso legame.
Infine Colin decide di tornare. dopo una lunga assenza, alla fattoria del padre; lì il legame con la giovane Midori, che vede in Colin un modo per fuggire dal suo matrimonio, potrà consolidarsi.